# Warfare (Band)
Warfare war eine englische Heavy-Metal-Band aus Newcastle upon Tyne, die im Jahr 1982 gegründet wurde und sich 1993 auflöste.

## Geschichte
Die Band wurde im Jahr 1982 von Schlagzeuger und Sänger Paul Evo, Gitarrist Gunner und Bassist Falken gegründet. Evo hatte zuvor bei den Punk-/Oi!-Bands Major Accident, The Blood und Angelic Upstarts Schlagzeug gespielt. 1984 veröffentlichte die Band zwei Singles und eine EP. Auf ihrer ersten Single coverte die Band Two Tribes von Frankie Goes to Hollywood. Zudem veröffentlichte die Gruppe im selben Jahr ihr Debütalbum Pure Filth, das von Algy Ward von der Band Tank produziert wurde. Bei dem Lied Rose Petals Fall from Her Face übernahm Cronos von Venom Gesang und Bass. 1985 erschien mit Total Death eine weitere EP. Die Band spielte einige Konzerte, wobei Ged Wolf, Schlagzeuger bei der britischen Band Atomkraft, auf der Bühne aushielf, sodass Evo sich komplett auf den Gesang konzentrieren konnte. Das zweite Album Metal Anarchy wurde von Lemmy Kilmister von Motörhead produziert, Motörheads damaliger Gitarrist Würzel wirkte als Gastgitarrist mit. Das Album erschien gegen Ende des Jahres. Danach begannen die Arbeiten für das dritte Album. Während der Aufnahmen verließ Bassist Falken Warfare, sodass Cronos den Bass spielte, bis Zlaughter als neuer permanenter Bassist zur Gruppe kam. Das dritte Album Mayhem Fuckin’ Mayhem wurde von Cronos produziert, der außerdem als Gastsänger bei You’ve Really Got Me, einem Cover von The Kinks’ You Really Got Me, mitwirkte. Ihm folgte eine Single mit einem Cover von Robert Palmers Addicted to Love. Noch ehe das Album veröffentlicht wurde, folgten einige Konzerte. Dabei unterbrachen sie die Auftritte anderer Bands, darunter Metallica; Warfares Label Neat Records sah dies nicht gerne und wartete, bis die Angelegenheit als veraltet galt, bevor das Album 1987 veröffentlicht wurde. Auf dem vierten Album A Conflict of Hatred wirkte Mantas von Venom mit und Keyboarder Lazer war als neues Mitglied in der Band. Nach der Veröffentlichung des Albums im Jahr 1988 wechselte die Band zu FM Revolver Records. Bei diesem Label erschien 1990 das Album Hammer Horror, das ein Tribut an die für ihre Horrorfilme berühmten britischen Hammer-Filmstudios war. 1993 löste sich die Band auf. Paul Evo war als Gastmusiker auf dem 1995 erschienenen Album Warhead von Warhead zu hören. 2002 erschien die Kompilation Metal Anarchy – The Best of Warfare mit einer Auswahl von Stücken ihrer Veröffentlichungen über Sanctuary Records.

## Musikstil
Warfares Stil wurde oftmals mit dem der Bands Tank, Motörhead und Venom, deren Mitglieder auch jeweils eines ihrer ersten drei Alben produzierten und an mehreren ihrer Alben mitwirkten, verglichen.
Chris Ward von OneMetal verglich Burn down the King’s Road vom Debüt Pure Filth mit Venom beim Covern von The Clash.
Urban „Wally“ Wallstrom von RockUnited beschrieb Metal Anarchy als innerhalb von drei Tagen „beinahe live aufgenommen“; das Album könne „nicht noch primitiver und brutaler sein“. Wenn Poison die Glam-Version der US-amerikanischen Band Spın̈al Tap sei, sei Warfare „definitiv die Blaupause der britischen Comedy-Band Bad News“. Es sei eine „Hörerfahrung von zehn verschiedenen Versionen von ‚Warriors of Ghengis Khan‘“. Ward zufolge hätte das Lied Living for the Last Days auf Motörheads Album Orgasmatron, das im gleichen Jahr erschien, nicht deplatziert geklungen. Wallstrom bezeichnete es auch als unterhaltsam, auf der Wiederveröffentlichung von Metal Anarchy Evo Barry McGuires Antikriegslied Eve of Destruction singen zu hören. Den Stil des Albums beschrieb er als „1980er-Metal/Punk/Thrash“ und als Mischung aus Motörhead, Tank, Venom, Raven und Bad News.
Auf A Conflict of Hatred entwickelte sich die Musik laut The Thrash Metal Guide „in Richtung ernsthafteren Thrashs“ und erinnerte an die kanadische Band Piledriver und das Debütalbum von Dark Angel, We Have Arrived. Auf Hammer Horror leitete die Band alle Stücke mit orchestralen Passagen ein und integrierte schwere, doom-lastige Riffs im Stil von Celtic Frost, atmosphärische, „schaurige“ Passagen und bei Phantom of the Opera auch weiblichen Gesang und „gespenstische“ Keyboard-Melodien; daher sieht The Thrash Metal Guide das Album auch als Vorreiter für spätere Doom-/Gothic-Metal-Bands an.

## Diskografie
- Two Tribes (Single, 1984, Neat Records)
- This Machine Kills (Single, 1984, Neat Records)
- Noise, Filth and Fury E.P. (EP, 1984, Neat Records)
- Pure Filth (Album, 1984, Neat Records)
- Metal Anarchy (Album, 1985, Neat Records)
- Total Death (EP, 1985, Neat Records)
- Mayhem, Fuckin' Mayhem (Album, 1986, Neat Records)
- Addicted to Love (Single, 1987, Neat Records)
- Metal City (Split-VHS mit Avenger, Venom und Saracen, 1987, Prism)
- A Concept of Hatred (VHS, 1988, Eigenveröffentlichung)
- A Conflict of Hatred (Album, 1988, Neat Records)
- Hammer Horror (Album, 1990, FM Revolver Records)
- Deathcharge (Live-Album, 1991, R.K.T. Records)
- Radio Hell: The Friday Rock Show Sessions (Split mit Venom und Raven, 1992, Raw Fruit Records)
- A Crescendo of Reflections (Kompilation, 1992, Kraze Records)
- A Decade of Decibels (Kompilation, 1993, Bleeding Hearts Records)
- Metal Anarchy – The Best of Warfare (Kompilation, 2002, Sanctuary Records)
- The New Age of Total Warfare (Kompilation, 2011, Southworld Recordings)